# Китайська залізнична будівельна корпорація
Китайська залізнична будівельна корпорація (кит.: 中国铁建股份有限公司; англ. China Railway Construction Corporation Limited, скорочено CRCC) — зареєстроване будівельне підприємство в Пекіні, Китай, яке було другою за величиною будівельною та інжиніринговою компанією у світі за доходом у 2014 році.
У 2023 році НАЗК внесло компанію до переліку міжнародних спонсорів війни. Причиною стало те, що компанія продовжила роботу на ринку Росії після російського повномасштабного вторгнення в Україну.